# Ojäst bröd
Ojäst bröd, även kallat osyrat bröd i religiösa sammanhang, är ett sammanfattande begrepp för bröd som bakas utan jäst, surdeg, bakpulver, hjorthornssalt eller annat jäsningsmedel. Huvudingredienser brukar vara mjöl, salt, matfett och vatten.
Ojäst bröd spelar en viktig roll i judendom och kristendom. Judarna äter matza för att högtidlighålla uttåget ur Egypten. Detta bröd har inspirerat till det västkristna, också ojästa, nattvardsbrödet oblat.
Norskt flatbröd, lompe och läfsa samt finländsk rieska är nordiska exempel på ojäst bröd, medan knäckebröd och tunnbröd är jästa bröd.